# Isovaara (naturreservat)
Isovaara är ett naturreservat i Övertorneå kommun i Norrbottens län.
Området är naturskyddat sedan 1968 och är 2,2 kvadratkilometer stort. Reservatet omfattar berget Isovaara beläget sydväst om Övertorneå. Reservatet består av granskog på sluttningarna och tallskog högre upp.